# アントン・ディフリング
アントン・ディフリング（Anton Diffring, 本名：Alfred Pollack、1918年10月20日 - 1989年5月19日）は、ドイツの俳優。

## 生涯
コブレンツにユダヤ人の子として生まれる。ベルリンとウィーンで演技を学ぶ。第二次世界大戦中はドイツを離れてカナダに逃れる。1950年にイギリスで映画デビュー。主に第二次世界大戦を描いた映画で冷酷なナチスの軍人や政治家を多く演じた（『暁の7人』のラインハルト・ハイドリヒ、『戦争の嵐』のヨアヒム・フォン・リッベントロップなど）。
1989年5月19日、70歳で死去。死因についてはAIDSまたはガンともいわれている。

## 主な出演作品
- 絶壁の彼方に State Secret (1950)
- 極楽ホテル Hotel Sahara (1951) クレジットなし
- 水爆持逃げ道中 Top Secret (1952) クレジットなし
- 哀愁のロシア Never Let Me Go (1953) クレジットなし
- 赤いベレー The Red Bere t (1953)
- 叛逆者 Betrayed	(1954)
- コルディッツ物語 The Colditz Story (1955)
- 嵐の中の青春 I Am a Camera (1955)
- 黒い天幕 The Black Tent (1956)
- 殴り込み戦闘機隊 Reach for the Sky (1956) クレジットなし
- 仮面の追撃 House of Secrets (1956)
- 七つの雷鳴/マルセーユ死の突破 Seven Thunders (1957)
- 殺人鬼登場 Circus Of Horrors (1960)
- クロスボー作戦 Operation Crossbow (1965) クレジットなし
- ヴィエナ超特急 Schüsse im Dreivierteltakt (1965)
- テレマークの要塞 The Heroes of Telemark (1965)
- ブルー・マックス The Blue Max (1966)
- 華氏451 Fahrenheit 451 (1966)
- ダブルマン The Double Man (1967)
- 誇り高き戦場 Counterpoint (1967)
- 荒鷲の要塞 Where Eagles Dare (1968)
- ツェッペリン Zeppelin (1971)
- 炎の舌を持つイグアナ L'iguana dalla lingua di fuoco (1971)
- ウィーン諜報網 Assignment Vienna (1972 - 1973) テレビドラマ
- ヴェルヴェットの森 La Morte negli occhi del gatto (1973)
- 風雪の太陽 Sutjeska (1973)
- ビッグ・ガン Tony Arzenta (1973)
- ベートーヴェン通りの死んだ鳩 Tote Taube in der Beethovenstrabe (1974)
- ボルサリーノ2 Borsalino & Co. (1974)
- 暁の7人 Operation: Daybreak (1975)
- スイス・コネクション The Swiss Conspiracy (1976)
- ヴァネッサ 小さな唇 Vanessa (1977)
- バレンチノ Valentino (1977)
- インディアンはまだ遠くにいる Les Indiens sont encore loin (1977)
- 女教師ベニーナの性 Io sono mia (1978)
- 勝利への脱出 Escape to Victory (1981)
- ノンストップ・トラブル スパイ大混乱 Der Schnüffler (1983)
- サン・サルバドル/地獄の戦火 S.A.S. à San Salvador (1983)
- 戦争の嵐 The Winds of War (1983) テレビミニシリーズ
- オペレーション・デッドエンド Operation Dead End (1986)
- ワーグナーとコジマ Wahnfried (1986)
- ベルリン忠臣蔵 Der Sommer des Samurai (1986)
- フェイスレス Faceless (1988)